# Verbascum rumiciforme
Verbascum rumiciforme är en flenörtsväxtart som beskrevs av Oskar Schwartz. Verbascum rumiciforme ingår i släktet kungsljus, och familjen flenörtsväxter. Inga underarter finns listade i Catalogue of Life.